# Mastafari
Cet article possède un paronyme, voir Pastafari.
Mastafari (ou Mastapharai) est une localité du Cameroun située dans le canton de Limani, dans la commune de Mora, dans le département du Mayo-Sava et la région de l'Extrême-Nord.

## Géographie
Mastafari se situe à l'extrême nord du département, à 30 km au Nord-Est de Mora, à la limite de la frontière avec le Nigeria et à proximité du Parc national de Waza. La localité est accessible directement depuis Mora par la route N1.

## Population
En 1967, on comptait 130 personnes dans la localité.
Lors du recensement de 2005, 113 personnes y ont été dénombrées, dont 55 hommes et 58 femmes.

### Ethnies
On trouve à Mastafari des populations Bornouan (ou Kanouri).

## Boko Haram
Le village de Mastafari a été touché par les attaues de Boko Haram.
Le 2 septembre 2015, une vingtaine de combattants de Boko Haram font une incursion dans le village de Mastafari. Ils y tuent 4 bergers et emportent des troupeaux de bœufs et de chèvres.